# 12782 Мауерсбергер
12782 Мауерсбергер (12782 Mauersberger) — астероїд головного поясу, відкритий 5 березня 1995 року.
Тіссеранів параметр щодо Юпітера — 3,187.